# 光养生物

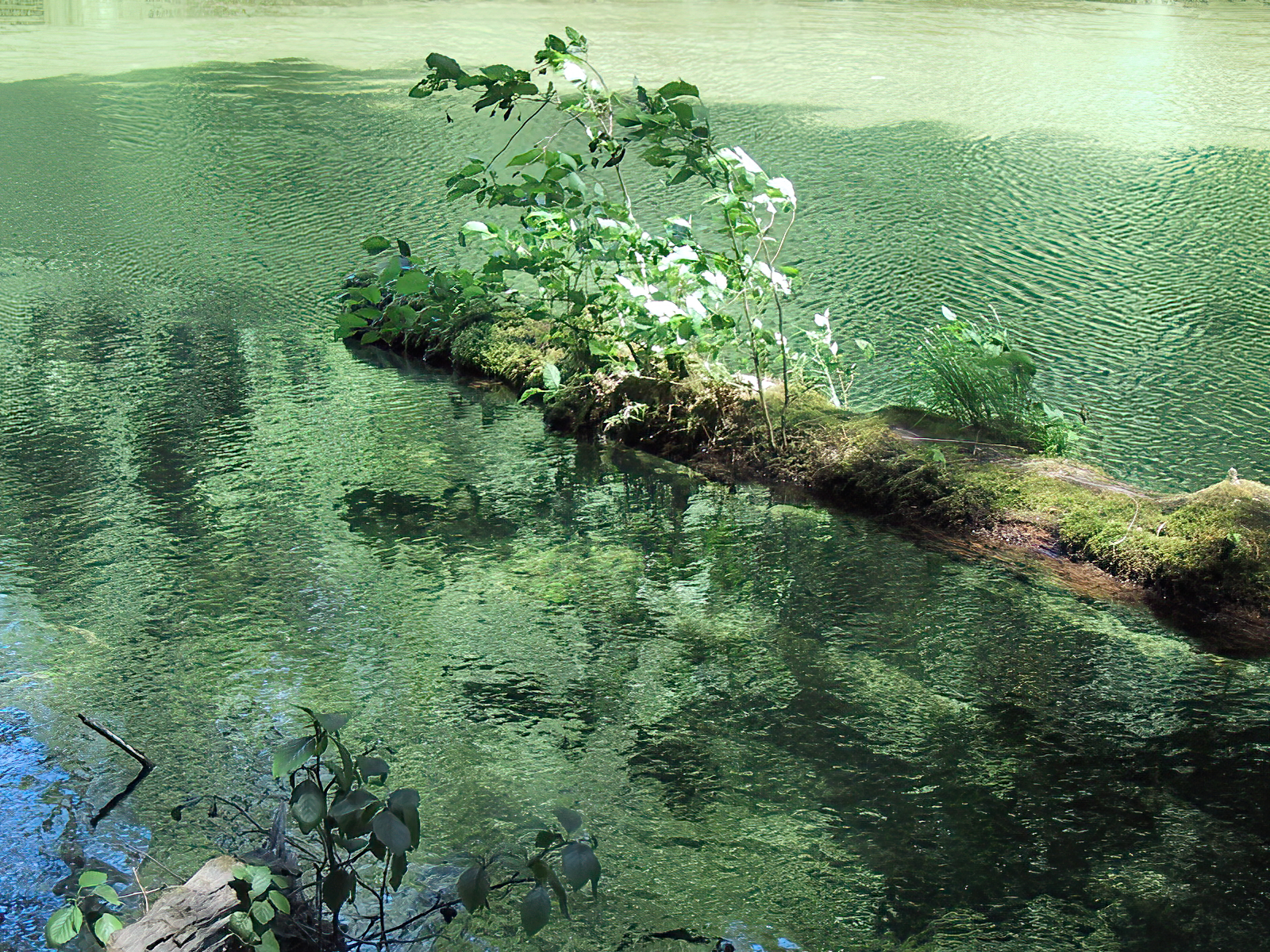
在充满藻类的水中的浮木上长的植物

光养生物（英語：Phototrophs）是捕捉光子来获取能量的生物。它们利用光中携带的能量来完成一系列的细胞新陈代谢过程。许多人误会光养生物必须通过光合作用来生存。许多光养生物（但不是全部）经常进行光合作用——它们进行同化作用，将二氧化碳转化为有机物质来使用，或者储存起来作将来的异化过程（以淀粉、糖和脂肪的形式）。光养生物要么使用電子傳遞鏈或者直接通过质子泵来产生一个化学电力差，供ATP合成用，以此达到为细胞供能的效果。光养生物既可以是自养生物，也可以是異營生物。